# Reichsstraße 325
Die Reichsstraße 325 (R 325) wurde wohl nach der „Zerschlagung der Resttschechei“ eingerichtet. Sie verlief von Prag (Praha) auf der Trasse der derzeitigen Silnice 611 in östlicher Richtung zunächst nach Poděbrady (Podiebrad), wo sie die damalige Reichsstraße 96 kreuzte, sowie weiter nach Hradec Králové (Königgrätz), wo sie auf die Reichsstraße 177 traf, und, nunmehr auf der Trasse der Silnice I/33 in nordöstlicher Richtung nach Jaroměř, wo sie auf die Reichsstraße 154 traf, und von dort in östlicher Richtung weiter nach Náchod. Weiter führte sie auf nunmehr polnischem Gebiet (jetzige Droga krajowa 8) über Kudowa-Zdrój (Bad Kudowa)  und Duszniki-Zdrój (Bad Reinerz) nach Kłodzko (Glatz). Dort endete sie an der Reichsstraße 116. Die Europastraße 67 folgt von Glatz bis Königgrätz dem Verlauf der ehemaligen Reichsstraße, bis Prag verläuft sie auf der parallel geführten Dálnice 11.
Die Gesamtlänge der Straße betrug rund 193 Kilometer.
Möglicherweise war die Reichsstraßennummer zuvor schon für die Strecke von Thalfang nach Mehring in der Rheinprovinz vergeben worden.